# Vitamin Angels
Vitamin Angels est une ONGI américaine qui a pour but d'apporter une nutrition essentielle aux enfants dans le monde par supplémentation de vitamine.